# Khatai (metropolitana di Baku)
Khatai è una stazione della Linea 2 della Metropolitana di Baku e ne rappresenta uno dei capolinea.
È stata inaugurata il 22 febbraio 1968.